# Ізотопи бору
Ізотопи бору - нукліди хімічного елементу бору, які мають різну кількість нейтронів, а, отже, різну атомну масу.

## Загальний опис

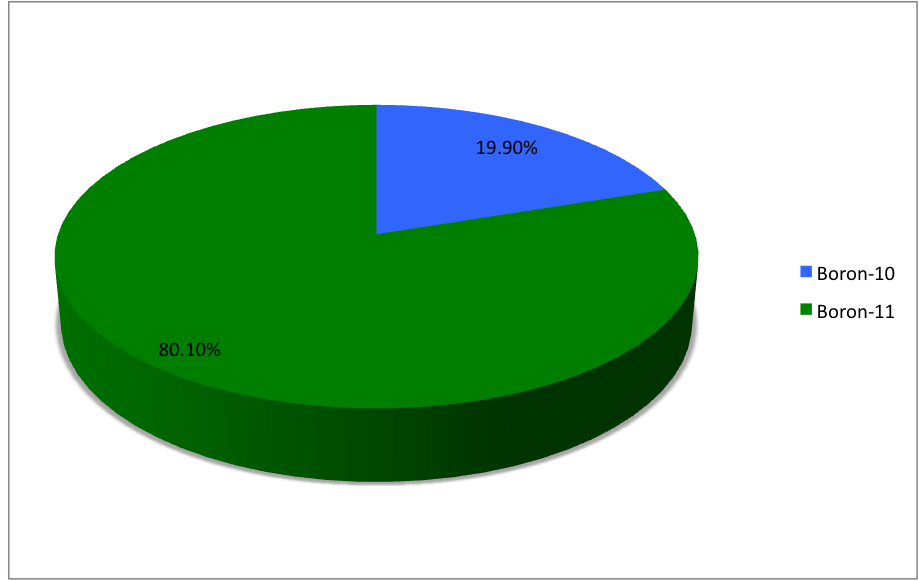
Діаграма, яка показує поширеність природних ізотопів бору.

Природний бор складається тільки з двох стабільних ізотопів. На частку легкого бору-10 в природній суміші припадає близько 19,9%, решта, а саме 80.1% — важкий бор-11. Деякі вчені вважають, що відношення 11В : 10В = 81 : 19 непостійне і що в надрах Землі відбувається частковий розподіл і перерозподіл ізотопів бору. На думку інших, всі відхилення в ізотопному складі — від того, що визначають його різними приладами і методами; але в роботах вчених і цієї групи, говориться, що бор, виділений з морської води, на 2% важчий за бор, добутий з мінералів. Існує, щоправда, й інше пояснення відхилень в ізотопному складі бору, добутого з різних зразків. Суть його в тому, що під дією швидких протонів частина бору-10 перетворюється на берилій-7, а той у свою чергу (після серії ядерних перетворень) — в гелій-4.
За величиною перетину захоплення теплових нейтронів легкий ізотоп бору 10В посідає одне з перших місць серед всіх ізотопів елементів, а важкий 11В — одне з найостанніших. Це означає, що матеріали на основі обох ізотопів елементу №5 вельми цікаві для реакторобудування, як, втім, і для інших областей атомної техніки.
Окрім цих відомі ще 12 радіоактивних ізотопів бору з масовими числами від 6В до 19В, найстійкішим з котрих є радіоізотоп 8В з періодом напіврозпаду 0,77 секунд. Всі решта ізотопів мають період напіврозпаду менший, ніж 17,35 мс, а для найменш стабільного з них, 7B, ця величина становить 150 йоктосекунд. Ізотопи з атомними масами меншими 10 розпадаються до гелію (7B і 9B за посередництва короткоживучих ізотопів берилію), а ті, що мають масу понад 10, здебільшого перетворюються на вуглець.

## Таблиця
| Символ ізотопу | Z(p) | N(n) | Маса ізотопу (u) | Період напіврозпаду             | Типи розпаду   | Дочірні ізотопи | Спін і парність ядра | Поширеність ізотопу в природі (мольна частка) | Діапазон розподілу в природі (мольна частка) |
| -------------- | ---- | ---- | ---------------- | ------------------------------- | -------------- | --------------- | -------------------- | --------------------------------------------- | -------------------------------------------- |
| 6B             | 5    | 1    | 6.04681(75)#     |                                 |                |                 |                      |                                               |                                              |
| 7B             | 5    | 2    | 7.02992(8)       | 350(50)×10−24 с [1.4(2) МеВ]    | p              | 6Be             | (3⁄2−)               |                                               |                                              |
| 8B             | 5    | 3    | 8.0246072(11)    | 770(3) мс                       | β+, α          | 2 4He           | 2+                   |                                               |                                              |
| 9B             | 5    | 4    | 9.0133288(11)    | 800(300)×10−21 с [0.54(21) кеВ] | p              | 8Be             | 3⁄2−                 |                                               |                                              |
| 10B            | 5    | 5    | 10.0129370(4)    | Стабільний                      | Стабільний     | Стабільний      | 3+                   | 19.9(7)                                       | 18.929–20.386                                |
| 11B            | 5    | 6    | 11.0093054(4)    | Стабільний                      | Стабільний     | Стабільний      | 3⁄2−                 | 80.1(7)                                       | 79.614–81.071                                |
| 12B            | 5    | 7    | 12.0143521(15)   | 20.20(2) мс                     | β− (98.4%)     | 12C             | 1+                   |                                               |                                              |
| 12B            | 5    | 7    | 12.0143521(15)   | 20.20(2) мс                     | β−, α (1.6%)   | 8Be             | 1+                   |                                               |                                              |
| 13B            | 5    | 8    | 13.0177802(12)   | 17.33(17) мс                    | β− (99.72%)    | 13C             | 3⁄2−                 |                                               |                                              |
| 13B            | 5    | 8    | 13.0177802(12)   | 17.33(17) мс                    | β−, n (0.279%) | 12C             | 3⁄2−                 |                                               |                                              |
| 14B            | 5    | 9    | 14.025404(23)    | 12.5(5) мс                      | β− (93.96%)    | 14C             | 2−                   |                                               |                                              |
| 14B            | 5    | 9    | 14.025404(23)    | 12.5(5) мс                      | β−, n (6.04%)  | 13C             | 2−                   |                                               |                                              |
| 15B            | 5    | 10   | 15.031103(24)    | 9.87(7) мс                      | β−, n (93.6%)  | 14C             | 3⁄2−                 |                                               |                                              |
| 15B            | 5    | 10   | 15.031103(24)    | 9.87(7) мс                      | β− (6.0%)      | 15C             | 3⁄2−                 |                                               |                                              |
| 15B            | 5    | 10   | 15.031103(24)    | 9.87(7) мс                      | β−, 2n (0.40%) | 13C             | 3⁄2−                 |                                               |                                              |
| 16B            | 5    | 11   | 16.03981(6)      | <190×10−12 с [<0.1 MeV]         | n              | 15B             | 0−                   |                                               |                                              |
| 17B            | 5    | 12   | 17.04699(18)     | 5.08(5) мс                      | β−, n (63.0%)  | 16C             | (3⁄2−)               |                                               |                                              |
| 17B            | 5    | 12   | 17.04699(18)     | 5.08(5) мс                      | β− (22.1%)     | 17C             | (3⁄2−)               |                                               |                                              |
| 17B            | 5    | 12   | 17.04699(18)     | 5.08(5) мс                      | β−, 2n (11.0%) | 15C             | (3⁄2−)               |                                               |                                              |
| 17B            | 5    | 12   | 17.04699(18)     | 5.08(5) мс                      | β−, 3n (3.5%)  | 14C             | (3⁄2−)               |                                               |                                              |
| 17B            | 5    | 12   | 17.04699(18)     | 5.08(5) мс                      | β−, 4n (0.40%) | 13C             | (3⁄2−)               |                                               |                                              |
| 18B            | 5    | 13   | 18.05617(86)#    | <26 нс                          | n              | 17B             | (4−)#                |                                               |                                              |
| 19B            | 5    | 14   | 19.06373(43)#    | 2.92(13) мс                     | β−             | 19C             | (3⁄2−)#              |                                               |                                              |

1. ↑  Скорочення:
ЕЗ: електронне захоплення
2. ↑  Жирним для стабільних ізотопів
3. ↑  Спіни зі слабким оцінковим обґрунтуванням взяті в дужки.
4. ↑  В свою чергу розпадається до 4He з подвійним випусканням протона, в результаті реакції 7B → 4He + 3 1H
5. ↑  Має 1 протон гало
6. ↑  одразу ж розпадається на дві α-частинки, в результаті реакції 9B → 2 4He + 1H
7. ↑  Одразу ж розпадається на дві α-частинки, в результаті реакції 12B → 3 4He + e-
8. 1 2  Має 2 нейтрони гало

### Нотатки
- Поширеність ізотопів наведена для більшості природних земних взірців. Для інших джерел значення можуть сильно відрізнятися.
- Комерційно доступні матеріали можуть підлягати прихованому або випадковому розділенню на ізотопи. Можуть траплятись суттєві відхилення від поданої маси і складу.
- Оцінки позначені # отримані не з чисто експериментальних даних, але частково із систематичних трендів у сусідніх нуклідів (з такими самими відношеннями Z і N). Спіни зі слабким оцінковим обґрунтуванням взяті в дужки.
- похибку вимірювання подано в скороченій формі в дужках після відповідних останніх цифр. Похибка позначає одне стандартне відхилення, за винятком ізотопної поширеності та атомної маси від IUPAC, яка використовує складніші визначення похибок[4]. Приклади: 29770,6(5) означає 29770,6 ± 0,5; 21,48(15) означає 21,48 ± 0,15; −2200,2(18) означає −2200,2 ± 1,8.
- Маси радіонуклідів подані за даними Комісії з символів, одиниць, номенклатури, атомних мас і фундаментальних констант (SUNAMCO) IUPAP.
- Поширеності ізотопів подані за даними Комісії з ізотопних поширеностей і атомних мас IUPAC.

## Застосування

### Бор-10
Бор-10 застосовують у борній нейтрон-захоплювальній терапії (BNCT) як експериментальний метод лікування деяких злоякісних пухлин мозку.